# Krk-bron
Krk-bron (kroatiska: Krčki most) är en bilbro i nordvästra Kroatien. Den 1 430 m långa bågbron förbinder ön Krk med fastlandet och trafikeras årligen av mer än en miljon fordon. Av brons två bågar är den längre den näst längsta bågen i betong i världen.

## Geografi
Brons östra landfäste ligger mellan vikarna Črišnjevo och Skot vid Kraljevica. Från landfästet utgår en båge över sundet Tihi kanal (Stilla kanalen) till holmen Sankt Markus (Sveti Marko). En något kortare båge över sundet Burni kanal (Blåsiga kanalen) binder samman Sankt Markus-holmen med Omišalj på Krk. 
Brons geografiska läge innebär att den ibland är utsatt för den nordliga boravinden. Då vindbyarna är för höga stängs bron tillfälligt för trafik. 

## Konstruktion
Bron projekterades av Ilija Stojadinović i samarbete med Vukan Njagulj och Bojan Možina. Den uppfördes åren 1976–1980 av det Belgradbaserade företaget Mostogradnja och det Zagrebbaserade Hidroelektra. 
Bron består av två armerade betongvalvspännvidder som vilar på holmen Sankt Markus mellan Krk och fastlandet. Längden på den längre bågen är 390 meter (egentligen 416 meter då en del av den är under vatten). Den var vid uppförandet den längsta betongbågen i världen. En plats den skulle behålla fram till år 1997 och uppförandet av Wanxian-bron i Kina. Den kortare bågen är 244 meter.

## Trafik och kommunikationer
Krk-bron förbinder Adriatiska havets näst största ö samt en av de mer befolkade öarna (19 286 invånare 2011) i Adriatiska havet. Via bron knyts öns turistorter samman med fastlandet och Adriatiska kustvägen. Bron är även en viktig förbindelselänk mellan Rijeka och dess internationella flygplats på ön.

## Broavgift
Sedan uppförandet till den 15 juni 2020 utgick en broavgift vid överfart. År 1999 slopades broavgiften för öinvånarna och år 2000 även för fordon tillhörande företag och verksamheter registrerade på ön. Sedan den 15 juni 2020 är överfarten kostnadsfri för alla.

## Framtid
Under 2000-talet har kroatiska myndigheter planerat för etablering av en LNG-terminal samt omlokalisering av hela eller delar av Rijekas hamn till Krk. Inför denna miljoninvestering finns långtgående planer på uppförandet av en ny bro anpassad för de nya förhållandena.      

### Fotnoter
1. 1 2 3 4 5 6 7 8 9 10 11 12  Simović, Veselin. ”Dvadeseta obljetnica mosta kopno – otok Krk.” (på kroatiska) ( PDF). Građevinar, nr 52 (2000). Kroatiska civilingenjörerna förbund. http://hrcak.srce.hr/file/20029. Läst 2 februari 2014.
2. 1 2 3  ”Abolishment of Krk bridge toll officially marked.” (på engelska). Croatiaweek.com. Croatia Week. https://www.croatiaweek.com/abolishment-of-krk-bridge-toll-officially-marked. Läst 26 augusti 2020.
3. ↑  ”From 15 June 2020 there will be no toll on the Krk bridge.” (på engelska). Sea-help.eu. SeaHelp. https://www.sea-help.eu/en/adriatic-sea-news/krk-15-juni-2020-toll-road-bridge-krk-absence/. Läst 26 augusti 2020.
4. ↑  ”Census of Population, Households and Dwellings 2011, First Results by Settlements” (på engelska och kroatiska) ( PDF). Kroatiska statistiska centralbyrån. Arkiverad från originalet den 19 augusti 2014. https://web.archive.org/web/20140819030849/http://www.dzs.hr/Hrv_Eng/publication/2011/SI-1441.pdf. Läst 2 februari 2013.
5. ↑  Mojarijeka.hr Arkiverad 31 mars 2015 hämtat från the Wayback Machine. (kroatiska)